# De Witt (Iowa)
De Witt is een plaats (city) in de Amerikaanse staat Iowa, en valt bestuurlijk gezien onder Clinton County.

## Demografie
Bij de volkstelling in 2000 werd het aantal inwoners vastgesteld op 5049. In 2006 is het aantal inwoners door het United States Census Bureau geschat op 5319, een stijging van 270 (5,3%).

## Geografie
Volgens het United States Census Bureau beslaat de plaats een oppervlakte van 12,6 km², geheel bestaande uit land. De Witt ligt op ongeveer 216 m boven zeeniveau.

## Plaatsen in de nabije omgeving
De onderstaande figuur toont nabijgelegen plaatsen in een straal van 16 km rond De Witt.